# District régional de Kootenay Boundary
Le District régional de Kootenay Boundary en Colombie-Britannique est situé au Sud de la Province. Le siège du district régional se situe à Trail.